# Wacław Kowalewski
Wacław Kowalewski (ur. 21 lipca 1891 w Sieradzu, zm. 9 grudnia 1962 w Łodzi) – architekt, działacz krajoznawczy i turysta.

## Życiorys
Syn Wojciecha i Marii, żonaty z Ewą z Rudnickich.
Po ukończeniu Szkoły Realnej w Kaliszu rozpoczął studia na Wydziale Architektury Politechniki Lwowskiej, ukończył je w 1912 r., dyplom uzyskał 22 kwietnia 1924 r. W czasie studiów w latach 1910-1911 praktykował w znanej lwowskiej firmie „A. Zachriewicz i J. Sosnowski”. Po ukończeniu studiów pracował w 1912 r. w Wydziale Krajowym we Lwowie, a następnie w latach 1912-1914 był zastępcą inżyniera powiatowego w Sieradzu.
W czasie I wojny światowej w latach 1915-1916 pracował w firmie „Lutosławski” w Wilnie.
Po wojnie osiadł w Łodzi. Od 1 września 1918 do 26 sierpnia 1925 r. był kierownikiem Inspekcji Budowlanej w Wydziale Budownictwa Zarządu m. Łodzi, następnie Oddziału Zabudowy.
Od 1 września 1918 do 1 sierpnia 1939 r. był rzeczoznawcą budowlanym Banku Gospodarczego w Łodzi.
Wraz z rodziną mieszkał w zaprojektowanym przez siebie domu czynszowym przy ul. Narutowicza 107. W czasie II wojny światowej rodzinę Kowalewskich przeniesiono do piwnicy budynku. Do ich mieszkania natomiast zakwaterowano Niemców bałtyckich.
Był członkiem łódzkiego Koła Architektów i Budowniczych, z ramienia którego zasiadał w jury konkursu na gmach szkoły przy ul. Rokicińskiej (1929 r.).
Był potem członkiem Oddziału Łódzkiego Stowarzyszenia Architektów Rzeczypospolitej Polskiej w 1937 r. i od 1947 r.
Publikował w prasie łódzkiej artykuły na tematy artystyczne.
W czasie II wojny światowej pracował w biurze architektonicznym J. Schumanna. Po wyzwoleniu do 30 kwietnia 1948 r. był zatrudniony w Zjednoczeniu Przedsiębiorstw Budowlanych jako inżynier nadzoru i od 1 kwietnia 1950 do 30 kwietnia 1958 jako starszy inspektor nadzoru Dyrekcji Budowy Osiedli Robotniczych.

## Dorobek architektoniczny
Należał do najwybitniejszych twórców łódzkich lat międzywojennych według Krzysztofa Stefańskiego
W jego dorobku znajdują się domy i osiedla mieszkalne, również wille, budynki przemysłowe i czynszowe, projektował też liczne budynki użyteczności publicznej jak szkoły i kościoły.
Ważniejsze prace w Łodzi:
obiekty mieszkalne:
- osiedle Spółdzielczego Towarzystwa Budowy Domów dla Oficerów Wojska Polskiego przy parku im. 3 Maja, pomiędzy ulicami Zagajnikową (obecnie ul. dr. Stefana Kopcińskiego), Tkacką, S. Małachowskiego, 1928-1930 – cztery bliźniacze domy piętrowe oraz 4-piętrowy budynek przy ul. Zagajnikowej, obecnie nieco zniekształcony przez przebicie podcieni;
- osiedle Spółdzielni Budowlanej Urzędników Oddziału Łódzkiego Banku Gospodarstwa Krajowego, 1932-1933 – 6 piętrowych domów jednorodzinnych pomiędzy ul. Tkacką a Małachowskiego;
- dom czynszowy przy ul. Narutowicza 107, 1928- 1936 wolno stojący wielorodzinny budynek o modernistycznej formie, zrywający ze schematem śródmiejskiej kamienicy czynszowej, w nim mieszkał[4];
- modernistyczny blok mieszkalny przy ul. Łącznej 7 na osiedlu Towarzystwa Spółdzielczego „Lokator”, 1927–1936[5];
- kamienica przy ul. Brzeźnej 6, proj. 1935 – „styl 1937 r.”;

budynki szkolne:
- szkoła powszechna przy ul. Zagajnikowej 28/32, 1919-1922 dekoracja frontonu w formie neobarokowej, w duchu „stylu dworkowego”;
- szkoła powszechna na Nowym Rokiciu przy ul. Przyszkole 42, 1924-1926 – największy z gmachów szkolnych międzywojennej Łodzi, o zmodernizowanych formach klasycyzujących;
- szkoła im. marsz. J. Piłsudskiego w Rudzie Pabianickiej (wówczas samodzielne miasto, dziś dzielnica Łodzi), przy ul. Rudzkiej, 1935;

obiekt sakralny:
- kościół pw. św. Józefa w Rudzie Pabianickiej 1936-1939, ukończenie 1948-1953 – nawiązał do tradycji średniowiecznej i renesansowej w zmodernizowanej interpretacji.

Prace poza Łodzią m.in.
- budynki szkolne 14-klasowe w Sieradzu i w Rudzie Pabianickiej i 7-klasowy w Parzęczewie oraz wiejskie w Sobótce i Chociszewie.
- kościoły w Karsznicach, Brąszewicach w powiecie sieradzkim i Chabielicach w bełchatowskim oraz kaplica w Sokolnikach koło Ozorkowa.

## Działalność krajoznawcza i turystyczna
Na Politechnice Lwowskiej zetknął się z Mieczysławem Orłowiczem. Zainteresował się turystyką, w tym i taternictwem. W 1906 r. został wybrany sekretarzem, a potem wiceprezesem nowo powstałego Akademickiego Klubu Turystycznego we Lwowie i w Zarządzie Klubu pozostawał do chwili ukończenia studiów i wyjazdu ze Lwowa. Członkiem Towarzystwa Tatrzańskiego został zapewne (brak dokładnej daty) we Lwowie. W 1921 r. był współorganizatorem Łódzkiego Oddziału Polskiego Towarzystwa Tatrzańskiego (PTT) i jego wiceprezesem, zaś w latach 1930 (1931?) – 1933 był prezesem Oddziału. Później, do 1939 r., funkcji organizacyjnych nie pełnił.
Utrzymywał ścisły kontakt z Mieczysławem Orłowiczem, bywał na wyprawach organizowanych przez „Doktora”, a Orłowicz kilkakrotnie organizował wycieczki do Łodzi i okolic ze względu na niego.
W 1936 r. zorganizował Łódzki Klub Kajakowy „Pingwin” i do wybuchu wojny był jego prezesem. W 1937 r. wspólnie z innym członkiem tego klubu, Lepiarskim, założył wytwórnię kajaków składanych, która jednak po roku zbankrutowała.
W 1945 r. włączył się do prac przy reaktywowaniu Oddziału PTT i do 1950 r. był członkiem zarządu.
W grudniu 1950 r. nastąpiło w Warszawie połączenie Polskiego Towarzystwa Krajoznawczego z Polskim Towarzystwem Tatrzańskim w Polskie Towarzystwo Turystyczno-Krajoznawcze (PTTK). W Łodzi połączenie to nastąpiło w marcu 1951, powstał wtedy okręg łódzki PTTK, z którego z czasem wyodrębniły się oddziały, w tym Oddział Łódzki.
W PTTK funkcji organizacyjnych nie pełnił, uprawiał jedynie aktywnie turystykę górską, narciarską i kajakową.
Zmarł 9 grudnia 1962 r., pochowany na cmentarzu Doły w Łodzi.